# Världsmästerskapen i fäktning 1963
Världsmästerskapen i fäktning 1963 arrangerades mellan den 14 och 28 juli 1963 i Gdańsk i Polen. Det var den 18:e upplagan av världsmästerskapen i fäktning.

## Medaljörer

### Herrar
| Gren                  | Guld                                                                                    | Silver                                                                                   | Brons                                                                                        |
| Florett, individuellt | Jean-Claude Magnan Frankrike                                                            | Ryszard Parulski Polen                                                                   | Egon Franke Polen                                                                            |
| Florett, lagtävling   | Sovjetunionen Mark Midler Viktor Zjdanovitj German Svesjnikov Jurij Rudov Jurij Sjarov  | Polen Witold Woyda Egon Franke Ryszard Parulski Henryk Nielaba Janusz Różycki            | Frankrike Guy Barrabino Jacky Courtillat Jean-Claude Magnan Daniel Revenu Pierre Rodocanachi |
| Sabel, individuellt   | Jakov Rylskij Sovjetunionen                                                             | Jerzy Pawłowski Polen                                                                    | Wladimiro Calarese Italien                                                                   |
| Sabel, lagtävling     | Polen Jerzy Pawłowski Wojciech Zabłocki Andrzej Piątkowski Emil Ochyra Ryszard Zub      | Sovjetunionen Umar Mavlichanov Nugzar Asatiani Mark Rakita Jakov Rylskij Valerij Zjitnyj | Ungern Péter Bakonyi Attila Kovács Miklós Meszéna Tibor Pézsa József Szerencsés              |
| Värja, individuellt   | Roland Losert Österrike                                                                 | Yves Dreyfus Frankrike                                                                   | Guram Kostava Sovjetunionen                                                                  |
| Värja, lagtävling     | Polen Bohdan Gonsior Bohdan Andrzejewski Henryk Nielaba Ryszard Parulski Jerzy Strzałka | Frankrike Yves Dreyfus Jack Guittet Armand Mouyal Claude Bourquard René Queyroux         | Ungern Árpád Bárány Tamás Gábor István Kausz Győző Kulcsár Zoltán Nemere                     |

## Medaljtabell
*   Värdland ( Polen)
| Nr                  | Nation              | Guld | Silver | Brons | Totalt |
| ------------------- | ------------------- | ---- | ------ | ----- | ------ |
| 1                   | Sovjetunionen (URS) | 3    | 1      | 1     | 5      |
| 2                   | Polen (POL)*        | 2    | 3      | 1     | 6      |
| 3                   | Ungern (HUN)        | 1    | 2      | 3     | 6      |
| 4                   | Frankrike (FRA)     | 1    | 2      | 1     | 4      |
| 5                   | Österrike (AUT)     | 1    | 0      | 0     | 1      |
| 6                   | Italien (ITA)       | 0    | 0      | 2     | 2      |
| Totalt (6 nationer) | Totalt (6 nationer) | 8    | 8      | 8     | 24     |